# Planaeschna laoshanensis
Planaeschna laoshanensis là loài chuồn chuồn trong họ Aeshnidae. Loài này được Zhang, Yeh & Tong mô tả khoa học đầu tiên năm 2010.